# Эритрокруорин

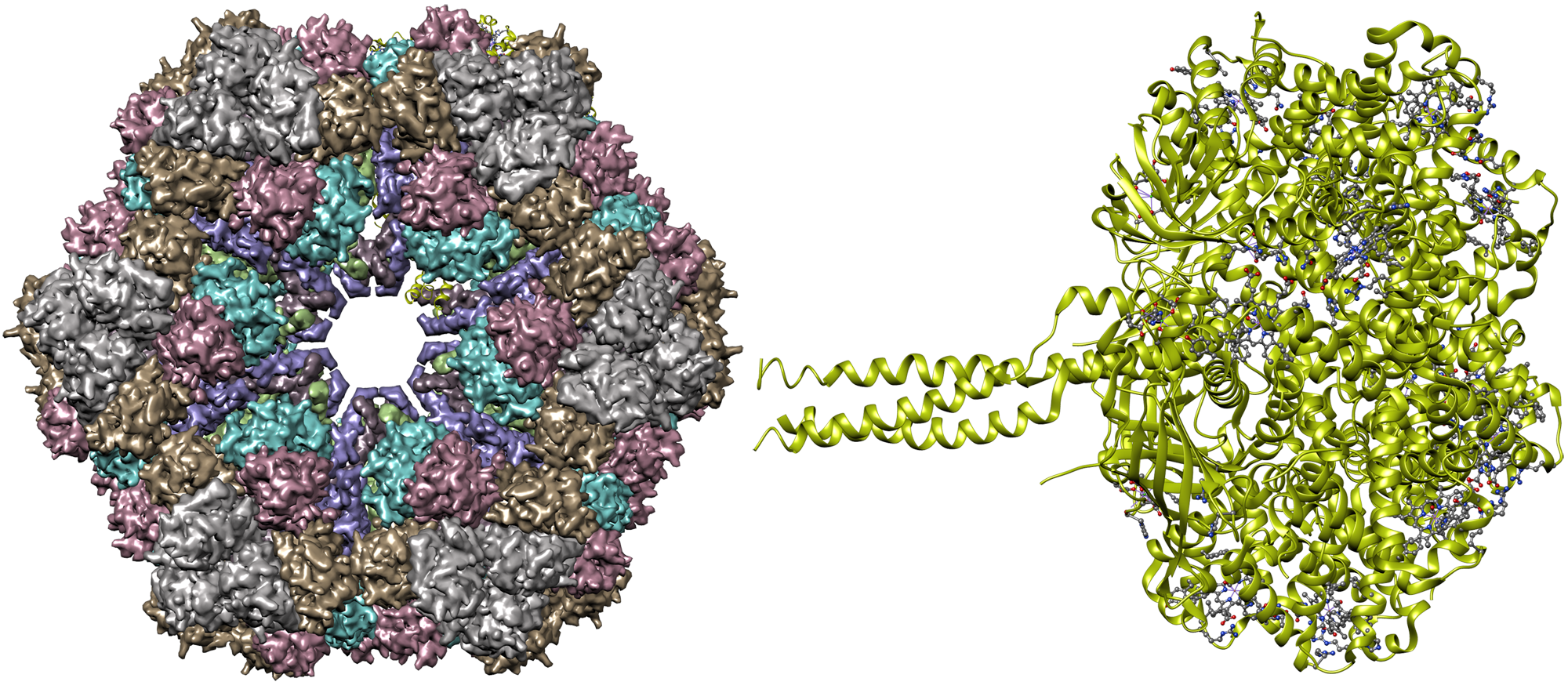
Эритрокруорин [http://www.rcsb.org/pdb/explore/explore.do?structureId=2GTL PDB

Эритрокруори́н (от греч. ἐρυθρός — красный и лат. cruor — кровь) — разновидность гемоглобина некоторых беспозвоночных животных (кольчатых червей, дафний и некоторых других). В отличие от гемоглобина позвоночных, эритрокруорин находится не в составе эритроцитов, а в гемолимфе или плазме крови. Эритрокруорины, как правило, имеют значительно более высокую молекулярную массу за счёт того, что молекулы растворённого в крови пигмента обычно состоят из большого количества субъединиц. Так, у дождевого червя молекула эритрокруорина состоит из 144 субъединиц, каждая из которых содержит простетическую группу (гем).